# Залеман, Роман Карлович
Рома́н Ка́рлович За́леман (нем. Robert Johann Salemann; 1813, Ревель — 1874, Санкт-Петербург) — русский скульптор немецкого происхождения, представитель петербургского академизма последних николаевских и первых пореформенных десятилетий, мастер монументальной пластики; отец скульптора Гуго Залемана, дядя (по отцовской линии) ираниста Карла Залемана. Академик (с 1858) и профессор (с 1869) Императорской Академии художеств.

## Биография
Родился 16 (28) июня 1813 года в семье бургомистра Ревеля К. И. Залемана (1769—1843).
Художественное образование получал сначала в Ревеле, а потом, в 1833—1837 годах — в дрезденской Академии художеств у Э. Ритшеля. В 1837—1838 годах посещал классы Санкт-Петербургской Академии художеств (занимался у С. И. Гальберга), после чего снова отправился за границу, где в 1838—1841 годах занимался в мюнхенской мастерской Л. Шванталера. В 1842—1843 годах жил в Риме, изучая античное искусство.
По возвращении в Санкт-Петербург получил в 1843 года от Академии звание неклассного художника за бюст архитектора А. И. Мельникова. Затем для Исаакиевского собора выполнил три горельефа: «Несение креста» (в нише под северным портиком), «Явление ангела пастырям» и «Избиение младенцев» (в нишах под южным портиком).
В 1856—1858 годах им были созданы четыре аллегорические женские фигуры: «Сила», «Мудрость», «Правосудие» и «Вера», украсившие собой пьедестал памятника Николая I на Мариинской площади, и барельеф на том же пьедестале, изображающий поднесение графом Сперанским Свода законов императору. За свои работы в 1858 году получил от Академии звание академика.

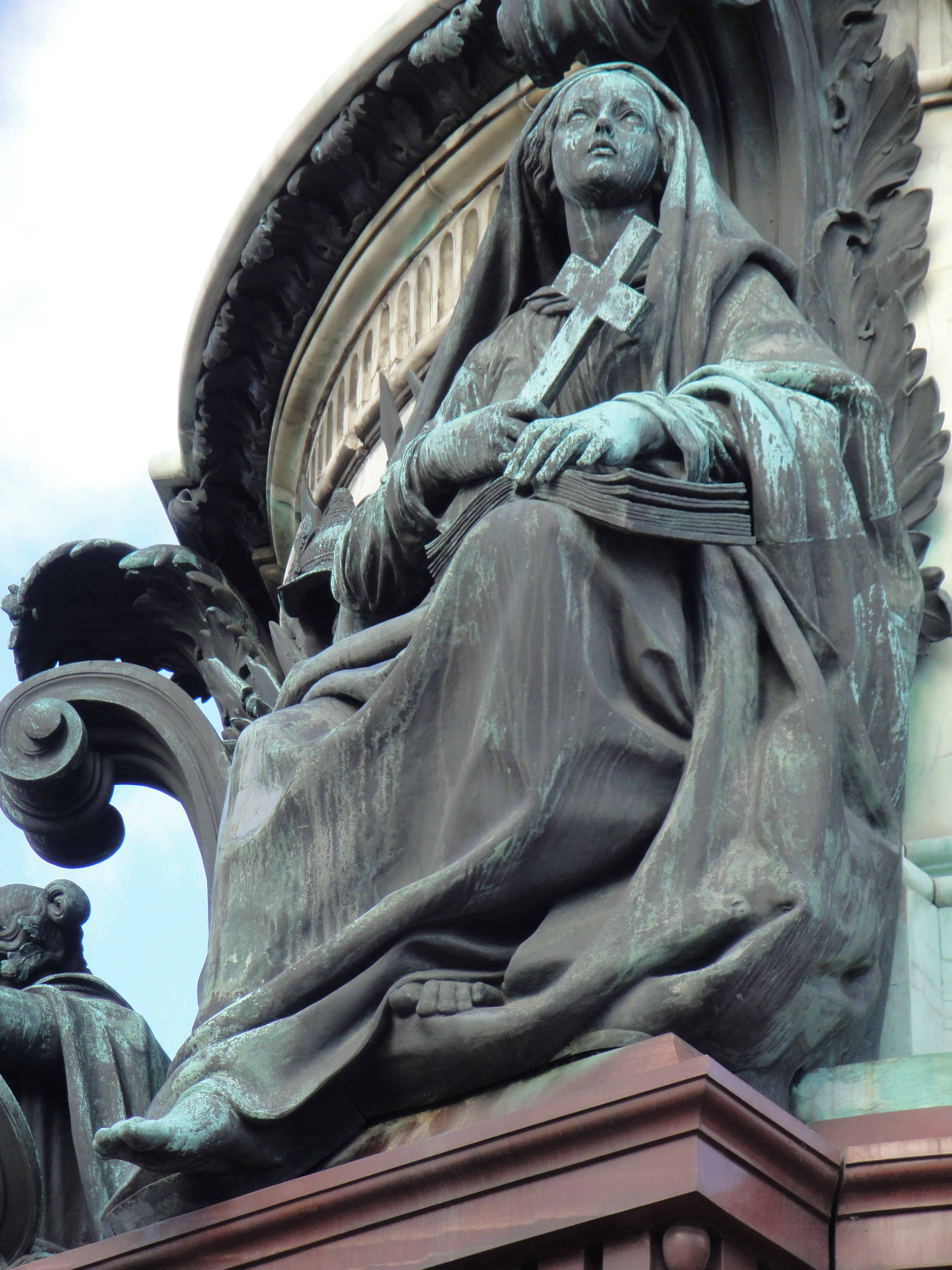
Аллегорическая женская фигура работы Р. К. Залемана, олицетворяющая «Веру» на памятнике Николаю I в Санкт-Петербурге (около 1858 г.)

Для новгородского памятника Тысячелетия России Залеман создал скульптурные группы: 1) Царя Михаила Феодоровича, гражданина Минина и князя Пожарского, 2) святого князя Владимира с входящими в состав этой группы фигурами женщины с ребёнком и идолопоклонника и 3) Дмитрия Донского и побежденного монгольского воина.
В сентябре 1863 года был пожалован дипломом на потомственное дворянское достоинство. За мраморную статую императора Николая I, в натуральную величину, выполненную для императорской дачи «Александрия» в Петергофе (1866—1868), он получил звание профессора.
В числе его значительных работ: портретная фигура спящего ребёнка для надгробного памятника в Юрьеве и несколько бюстов (светлейшего князя А. А. Суворова, графа Армфельдта, доктора Арндта, генерала Висковатова, Шперлинга и других).
Помогал А. В. Логановскому в скульптурном оформлении храма Христа Спасителя в Москве.
Умер в Санкт-Петербурге 12 (24) сентября 1874 года. Похоронен на Волковском лютеранском кладбище (уч. 4); там же рядом погребены его жена Дарья Андреевна и сын Гуго, вслед за отцом также ставший скульптором.

## Семья
Супруга (с 4 октября 1850) — Дарья Андреевна (Доротея Вильгельмина), урождённая Белл (Боэль; 16 августа 1823 — 10 апреля 1911). В браке имел двух дочерей и двух сыновей:
- Эмилия (род. 1851), замужем за В. В. Мусселиусом;
- Лидия Доротея (род. 1854);
- Оскар (1857 — не ранее 1912), преподаватель Ларинской гимназии[6];
- Гуго (1859—1919), скульптор.